# Apodacra argyrina
Apodacra argyrina är en tvåvingeart som beskrevs av Boris Borisovitsch Rohdendorf 1930. Apodacra argyrina ingår i släktet Apodacra och familjen köttflugor.
Artens utbredningsområde är Uzbekistan. Inga underarter finns listade i Catalogue of Life.